# Eksperimentel musik
Som eksperimentel musik kan man betegne musik der udfordrer de gældende opfattelser af musik. Et tilsvarende begreb er avantgarde musik. John Cage var en pioner inden for genren og sikrede, at eksperimenterende musik blev taget alvorligt.
Som med andre stilarter, der går ud over en genres grænser, er der kun lidt konsensus – selv blandt de udøvende – om grænserne for eksperimentel musik. På den ene side er det en udvidelse af den traditionelle musik, tilføjelsen af ukonventionelle instrumenter, bearbejdet guitar, bearbejdet piano og skordatur, larm og støj og andre fornyende elementer til allerede bestående stykker. På den anden side er der fremførelser og optagelser som de fleste lyttere slet ikke ville genkende som musik. 
Nogle former for eksperimentel musik anvender også alternativer til traditionel notation af musikken.
En eksperimentel form for elektronisk musik er for eksempel circuit bending. Ved "bøjning af kredsløb" – det vil sige en ændring af det oprindelige elektroniske kredsløb ved kortslutninger, pålodning af potentiometre eller anden manipulation – kan der opstå særlig fordrejede eller "misdannede" lyde. Japaneren Toshimaru Nakamura, for eksempel, spiller således direkte på en mikserpult hvor udgangen er sluttet til indgangen, no-input mixing board.

## Eksperimentel rock
Denne bevægelse dukkede op i midten af 1960'erne med repræsentanter som Velvet Underground, Frank Zappa, Captain Beefheart og Pink Floyd (Meddle, Atom Heart Mother). I begyndelsen influeret af jazz-musikere som John Coltrane og Sun Ra og andre avantgardistiske komponister som John Cage og Karlheinz Stockhausen begyndte bands med faste mønstre at bryde med andre musikalske former.

## Eksperimentelle instrumentbyggere
- Yuri Landman (Moodswinger)
- Harry Partch
- Luigi Russolo
- Hans Reichel
- Keith Rowe

Note
1. ↑  "no input mixing board" Arkiveret 22. december 2015 hos  Wayback Machine, ca. 3min. på YouTube — Interview med Nakamura om bl.a. hans no input mixing board http://www.furious.com/Perfect/toshimarunakamura.html Arkiveret 30. april 2004 hos  Wayback Machine

| Musik | Spire Denne musikartikel er en spire som bør udbygges. Du er velkommen til at hjælpe Wikipedia ved at udvide den. |